# Tlahualilo de Zaragoza
Tlahualilo de Zaragoza es una ciudad localizada en el noreste del estado mexicano de Durango. Tlahualilo de Zaragoza es la cabecera municipal del municipio de Tlahualilo. La ciudad tiene 8798 habitantes (2005). Es parte de la Comarca Lagunera, la cual tiene una población total de más de 912 000 habitantes en el 2005. El municipio tiene un población de 19 882 habitantes y tiene frontera con el estado mexicano de Coahuila en el este, el municipio de Mapimí al oeste y el municipio de Gómez Palacio al sur.

## Toponimia
El origen del nombre Tlahualilo es náhuatl de las palabras tlalli, “tierra fértil” y ahualila, "agua para regadío." También proviene del tepehuano tlahualilac, "lugar con agua para regadío de plantas."

## Historia
El surgimiento de Tlahualilo empezó en el año de 1863, cuando sus tierras fueron adquiridas por el terrateniente Juan Nepomuceno Flores Alcaine. Posteriormente las tierras que fueron adquiridas por la Compañía Agrícola de Tlahualilo, que se fundó el 25 de agosto de 1885, quienes solicitaron un permiso para colonizar el territorio, conformando la primera hacienda de nombre La Campana y posteriormente la Hacienda Zaragoza, que es el nombre original de Tlahualilo. La compañía estaba conformada por socios españoles y mexicanos, quienes tenía la intención de construir 33 haciendas en donde participaran los trabajadores agrícolas y los empleados de confianza, sin embargo solo se construyeron 16. Fue entonces cuando se introdujo el tren a este lugar para poder sacar la producción agrícola y lo que se producía en la fábrica de aceites, que empezó a funcionar en 1886. Tlahualilo se funda en 1892 con el nombre de Hacienda Zaragoza y es hasta 1936 cuando se cambia el nombre a Tlahualilo de Zaragoza, ya como municipio, fecha en la que el presidente Lázaro Cárdenas exhortó al entonces gobernador de Durango para crear el municipio de Tlahualilo. 
Fue en la entonces Hacienda Tlahualilo, donde en 1920 Francisco Villa decide entregar las armas con la presencia de un representante del gobierno, en donde actualmente solo quedan algunos restos de lo que fue la finca, pues a un costado fue construido un templo bautista y algunas viviendas. En la década de 1970 a 1980 surgieron muchas personalidades emblemáticas como lo fue Bibiano Medina Tovar, Rito Favela y entre otros, estos antes mencionados fueron pieza clave para el desarrollo agrícola del municipio.

## Clima
| Parámetros climáticos promedio de Tlahualilo, Durango (1100 msnm) normales 1991–2020 | Parámetros climáticos promedio de Tlahualilo, Durango (1100 msnm) normales 1991–2020 | Parámetros climáticos promedio de Tlahualilo, Durango (1100 msnm) normales 1991–2020 | Parámetros climáticos promedio de Tlahualilo, Durango (1100 msnm) normales 1991–2020 | Parámetros climáticos promedio de Tlahualilo, Durango (1100 msnm) normales 1991–2020 | Parámetros climáticos promedio de Tlahualilo, Durango (1100 msnm) normales 1991–2020 | Parámetros climáticos promedio de Tlahualilo, Durango (1100 msnm) normales 1991–2020 | Parámetros climáticos promedio de Tlahualilo, Durango (1100 msnm) normales 1991–2020 | Parámetros climáticos promedio de Tlahualilo, Durango (1100 msnm) normales 1991–2020 | Parámetros climáticos promedio de Tlahualilo, Durango (1100 msnm) normales 1991–2020 | Parámetros climáticos promedio de Tlahualilo, Durango (1100 msnm) normales 1991–2020 | Parámetros climáticos promedio de Tlahualilo, Durango (1100 msnm) normales 1991–2020 | Parámetros climáticos promedio de Tlahualilo, Durango (1100 msnm) normales 1991–2020 | Parámetros climáticos promedio de Tlahualilo, Durango (1100 msnm) normales 1991–2020 |
| Mes                                                                                  | Ene.                                                                                 | Feb.                                                                                 | Mar.                                                                                 | Abr.                                                                                 | May.                                                                                 | Jun.                                                                                 | Jul.                                                                                 | Ago.                                                                                 | Sep.                                                                                 | Oct.                                                                                 | Nov.                                                                                 | Dic.                                                                                 | Anual                                                                                |
| ------------------------------------------------------------------------------------ | ------------------------------------------------------------------------------------ | ------------------------------------------------------------------------------------ | ------------------------------------------------------------------------------------ | ------------------------------------------------------------------------------------ | ------------------------------------------------------------------------------------ | ------------------------------------------------------------------------------------ | ------------------------------------------------------------------------------------ | ------------------------------------------------------------------------------------ | ------------------------------------------------------------------------------------ | ------------------------------------------------------------------------------------ | ------------------------------------------------------------------------------------ | ------------------------------------------------------------------------------------ | ------------------------------------------------------------------------------------ |
| Temp. máx. abs. (°C)                                                                 | 33                                                                                   | 37                                                                                   | 40                                                                                   | 45                                                                                   | 47                                                                                   | 45                                                                                   | 43                                                                                   | 45                                                                                   | 42                                                                                   | 40                                                                                   | 36                                                                                   | 38                                                                                   | 47                                                                                   |
| Temp. máx. media (°C)                                                                | 22.3                                                                                 | 25.7                                                                                 | 29.0                                                                                 | 33.5                                                                                 | 36.7                                                                                 | 37.5                                                                                 | 36.3                                                                                 | 36.2                                                                                 | 33.2                                                                                 | 30.9                                                                                 | 26.4                                                                                 | 22.9                                                                                 | 30.9                                                                                 |
| Temp. media (°C)                                                                     | 12.9                                                                                 | 15.9                                                                                 | 19.2                                                                                 | 23.3                                                                                 | 27.0                                                                                 | 28.6                                                                                 | 27.9                                                                                 | 27.8                                                                                 | 25.3                                                                                 | 22.2                                                                                 | 17.4                                                                                 | 13.6                                                                                 | 21.8                                                                                 |
| Temp. mín. media (°C)                                                                | 3.5                                                                                  | 6.2                                                                                  | 9.3                                                                                  | 13.1                                                                                 | 17.3                                                                                 | 19.6                                                                                 | 19.4                                                                                 | 19.5                                                                                 | 17.4                                                                                 | 13.5                                                                                 | 8.4                                                                                  | 4.4                                                                                  | 12.6                                                                                 |
| Temp. mín. abs. (°C)                                                                 | -9                                                                                   | -5                                                                                   | -11                                                                                  | 2                                                                                    | 5.5                                                                                  | 2                                                                                    | 9                                                                                    | 11                                                                                   | 8                                                                                    | -1                                                                                   | -12                                                                                  | -9                                                                                   | -12                                                                                  |
| Precipitación total (mm)                                                             | 10.4                                                                                 | 4.0                                                                                  | 9.3                                                                                  | 3.8                                                                                  | 17.8                                                                                 | 32.3                                                                                 | 36.0                                                                                 | 38.6                                                                                 | 53.1                                                                                 | 42.6                                                                                 | 7.6                                                                                  | 16.4                                                                                 | 271.9                                                                                |
| Fuente: Servicio Meteorológico Nacional                                              |                                                                                      |                                                                                      |                                                                                      |                                                                                      |                                                                                      |                                                                                      |                                                                                      |                                                                                      |                                                                                      |                                                                                      |                                                                                      |                                                                                      |                                                                                      |